# Vadum
Vadum is een plaats in de Deense regio Noord-Jutland, gemeente Aalborg, en telt 2219 inwoners (2007).
De plaats ligt een kilometer ten noorden van luchthaven Aalborg.